# 万崇镇
万崇镇，是中华人民共和国江西省抚州市乐安县下辖的一个乡镇级行政单位。

## 行政区划
万崇镇下辖以下地区：
万崇社区、丰林村、坪背村、盐丰村、桐山村、池头村、安里村、上罗村和陂汗村。